# Joan Josep Nogués
Joan Josep Nogués Portalatín (ur. 28 marca 1909 w Saragossie, zm. 2 lipca 1998 w Palmie) – hiszpański piłkarz i trener, reprezentant kraju, grający na pozycji bramkarza.

## Kariera klubowa
Nogués urodził się w Saragossie i swoją karierę piłkarską rozpoczął w lokalnym Realu. Zespół reprezentował do 1930, po czym przeszedł do FC Barcelony. W klubie tym 5 razy zdobywał mistrzostwo Katalonii w latach 1930, 1931, 1932, 1935 i 1936. 
Ze względu na wojnę domową w Hiszpanii rozgrywki zostały wstrzymane. Po zakończeniu działań zbrojnych, ponownie w barwach Barcelony, powrócił do gry w piłce. W 1942 sięgnął wraz z zespołem po Puchar Króla, jako grający trener. Po tym sukcesie zakończył karierę piłkarską i skupił się tylko na trenowaniu Dumy Katalonii. 
| Sezon   | Klub           | Kraj      | Rozgrywki        | Mecze | Bramki |
| ------- | -------------- | --------- | ---------------- | ----- | ------ |
| 1928/29 | Real Saragossa | Hiszpania | Tercera División | 18    | 0      |
| 1929/30 | Real Saragossa | Hiszpania | Tercera División |       |        |
| 1930/31 | FC Barcelona   | Hiszpania | Primera División | 10    | 0      |
| 1931/32 | FC Barcelona   | Hiszpania | Primera División | 16    | 0      |
| 1932/33 | FC Barcelona   | Hiszpania | Primera División | 17    | 0      |
| 1933/34 | FC Barcelona   | Hiszpania | Primera División | 16    | 0      |
| 1934/35 | FC Barcelona   | Hiszpania | Primera División | 19    | 0      |
| 1935/36 | FC Barcelona   | Hiszpania | Primera División | 5     | 0      |
| 1936/37 | FC Barcelona   | Hiszpania |                  |       |        |
| 1937/38 | FC Barcelona   | Hiszpania |                  |       |        |
| 1938/39 | FC Barcelona   | Hiszpania |                  |       |        |
| 1939/40 | FC Barcelona   | Hiszpania | Primera División | 19    | 0      |
| 1940/41 | FC Barcelona   | Hiszpania | Primera División | 11    | 0      |
| 1941/42 | FC Barcelona   | Hiszpania | Primera División | 1     | 0      |

## Kariera reprezentacyjna
Nogués został powołany na Mistrzostwa Świata 1934, gdzie wystąpił w spotkaniu z gospodarzami turnieju, reprezentacją Włoch. Był to jego jedyny występ w kadrze narodowej Hiszpanii. 
Wystąpił także w 10 spotkaniach reprezentacji Katalonii, w której to strzelił jedną bramkę.
| Mecze i gole w reprezentacji | Mecze i gole w reprezentacji | Mecze i gole w reprezentacji | Mecze i gole w reprezentacji | Mecze i gole w reprezentacji | Mecze i gole w reprezentacji | Mecze i gole w reprezentacji |
| #                            | Data                         | Miasto                       | Przeciwnik                   | Gol                          | Wynik                        | Rozgrywki                    |
| ---------------------------- | ---------------------------- | ---------------------------- | ---------------------------- | ---------------------------- | ---------------------------- | ---------------------------- |
| 1.                           | 01.06.1934                   | Florencja                    | Włochy                       |                              | 0:1                          | MŚ 1934                      |

## Kariera trenerska
Nogués w 1941 zaczął trenować zespół FC Barcelony. Wówczas klub przeszedł najdziwniejszy okres w swojej historii. Barcelona wygrała Puchar Hiszpanii, jednak groził jej spadek z pierwszej ligi, którego szczęśliwie udało się uniknąć w samej końcówce rozgrywek. Jako trener Dumy Katalonii pracował do 1944. 
W tym samym roku objął Gimnàstic Tarragona, z którym już w pierwszym sezonie wygrał rozgrywki Tercera División. Z zespołem z Tarragony pracował do 1949, po czym trenował także zespoły RCD Espanyol, Sporting Gijón i U.E. Lleida.
Następnie aż czterokrotnie wracał do Gimnàstic Tarragona w latach 1955–1956, 1957–1958, 1960–1962 oraz 1966–1967. 

## Sukcesy

### Zawodnik
FC Barcelona
- Puchar Króla (1): 1941/42
- Finał Pucharu Króla (1): 1931/32, 1935/36
- Mistrzostwo Katalonii (5): 1930, 1931, 1932, 1935, 1936

### Trener
Gimnàstic Tarragona
- Tercera División (2): 1944/45, 1960/61